# Frente Ampla (partido político chileno)
O Frente Ampla (em espanhol: Frente Amplio, FA) é um partido político chileno de esquerda fundado em 2024. É herdeiro da coligação homônima e surgiu pela fusão dos partidos Convergência Social, Revolução Democrática, Comuns e Plataforma Socialista. Forma a coligação Aliança de Governo junto com o Socialismo Democrático e outros partidos de esquerda na administração do presidente Gabriel Boric.
De acordo com seus princípios ideológicos, o FA se declara como democrático, socialista, feminista e ambientalista. Também se declara como patriota, latino-americanista, internacionalista e a favor da liberdade acompanhada de direitos sociais para todos. Ademais, busca representar interesses dos setores populares e contribuir para a redistribuição de riqueza. Se define como a favor da paz, ao mesmo tempo que reconhece o direito de resistência e desobediência contra tirania e opressão. Além disso, considera a probidade e a transparência valores essenciais para proteger a democracia.
Em meados setembro de 2024, era o partido com mais militantes no Chile.